# 9 Andromedae
9 Andromedae (9 And), som är stjärnans Flamsteedbeteckning, är en variabel dubbelstjärnabelägen i den västra delen av stjärnbilden Andromeda. Den har en skenbar magnitud på ca 5,98 och är på gränsen till att vara synlig för blotta ögat där ljusföroreningar ej förekommer. Baserat på parallaxmätning inom Hipparcosuppdraget på ca 7,1 mas, beräknas den befinna sig på ett avstånd på ca 460 ljusår (ca 141 parsek) från solen. Stjärnan rör sig närmare solen med en heliocentrisk radiell hastighet av –3,8 km/s.

## Egenskaper
Primärstjärnan 9 Andromedae A är en blå till vit stjärna i huvudserien av spektralklass A7 V. Den har en massa som är ca 2,5 gånger solens massa, en radie som är ca 3,5 gånger större än solens och utsänder ca 50 gånger mera energi än solen från dess fotosfär vid en effektiv temperatur på ca 8 200 K.
9 Andromedae fastställdes 1916 av den amerikanske astronomen W. S. Adams till att vara en enkelsidig spektroskopisk dubbelstjärna och de ursprungliga omloppselementen beräknades av den kanadensiske astronomen R. K. Young 1920. Paret kretsar kring varandra med en period av 3,2196 dygn med en excentricitet på 0,03. Den är en förmörkelsevariabel, vilket innebär att banplanets lutning ligger nära siktlinjen från jorden så att stjärnorna passerar framför varandra och orsakar två partiella förmörkelser varje omlopp. Under passagen av följeslagaren framför primärstjärnan sjunker den visuella magnituden till 6,16, medan följeslagarens förmörkelse av primärstjärnan sänker nettomagnituden till 6,09.